# Polycyrtus albocinctus
Polycyrtus albocinctus är en stekelart som beskrevs av Zuniga 2004. Polycyrtus albocinctus ingår i släktet Polycyrtus och familjen brokparasitsteklar. Inga underarter finns listade i Catalogue of Life.